# Sławomir Mrożek
Slawomir Mrozek (Borzęcin, Polônia, 29 de junho de 1930 - Nice, França, 15 de agosto de 2013) foi um dramaturgo e satírico polaco, conhecido por sua paródia sutil e linguagem estilizada.  
Mrozek entrou jornalismo como ilustrador e autor de artigos humorísticos curtos repletos de jogos de palavras e situações grotescas. Durante os anos 1950 e 1960, se tornou uma figura proeminente na literatura polaca em virtude de suas peças ao estilo "Teatro do absurdo", e através destas, evitou os rigores da censura comunista.  Em 1964 deixou a Polônia e foi para Paris, onde tornou-se cidadão francês. Mrożek mudou-se para o México em 1989 e viveu lá até 1996, quando voltou para a Cracóvia, Polônia. 
Desde 1994 tem publicado desenhos constantemente, e colunas na "Gazeta Wyborcza" desde 1997 . Possivelmente é o dramaturgo polaco contemporâneo mais conhecido no exterior. Na Polônia, por muitos anos foi um dos mais lidos, ao lado de Stanislaw Lem, com suas obras traduzidas para diversos idiomas. 
Dentre as principais obras destacam-se Policja (Polícia - 1958), Piotra Męczeństwo Oheya (O Martírio de Pedro Ohey - 1959), pełnym Na morzu (No Mar - 1961), Karol (Charlie - 1962), Zabawa (A festa - 1963), e Czarowna noc (Noite Encantada - 1963). O trabalho mais bem sucedido, produzida em muitos países ocidentais, é Tango, de 1964. Suas peças posteriores incluem Wacław (1970) , Emigranci (Os Emigrantes - 1974), Amor (Cupido - 1979) e Ambasador (O Embaixador - 1984).  

## Biografia
Slawomir Mrozek nasceu em Borzecin, próximo à Cracóvia, filho do carteiro Antoni Mrożek, e Zofia Mrożek, que morreu em 1949. Seus primeiros anos passaram-se nas aldeias de Borzecin e Uszewska Porąbka e na Cracóvia. Embora tenha recebido a convencional educação católica, suas questões religiosas não têm estado na vanguarda de suas peças. Os temas mais importantes para o seu desenvolvimento foram os anos de guerra, a ocupação nazi da Polônia, o estabelecimento de uma "república popular" pós-guerra, e a repressão stalinista, que criou toda uma geração de jovens desiludidos. 
Mrożek graduou-se no Liceu Nowodworski em 1949, e logo depois começou a estudar arquitetura. Três meses depois, ele saiu, e entrou para a Academia de Belas Artes da Cracóvia, que abandonou novamente, pois sentia-se entediado, juntando-se assim à equipe de Dziennik Polski. Por um curto período, estudou filosofia oriental na Universidade de Cracóvia, para evitar o serviço militar. Suas primeiras peças jornalísticas estavam em sintonia com a ideologia oficial, porém um ano depois, em 1953 seu amor por Stalin começou a diminuir, quando declarou: "Jazz pode ajudar a resolver o problema do tédio jovem..." 
Seu primeiro livro publicado, Opowiadania z Trzmielowej Gory (1953), que continha duas histórias satíricas, foi impresso em uma edição de 25 mil cópias. O segundo volume, Polpancerze praktyczne também de 1953, atacou a pequenez da mentalidade burguesa, alertando sobre o ressurgimento de tendências fascistas na Alemanha, e introduziu Dwight D. Eisenhower como um continuador da tradição de Hitler.
Em 1956, Mrożek viajou para a União Soviética e em 1957 passou dois meses na França. Desenhos satíricos de Mrozek começaram a aparecer regularmente na na revista de humor Przekrój e em Szpilki, e em 1958 começou a editar uma revista semanal, a Postepowiec. Em 1959 casou-se com a artista Maria Oremba, que morreria de câncer em 1969 em Berlim Ocidental. 
Por um tempo Mrożek foi mais conhecido por suas caricaturas do que por sua ficção. O talento para a dramaturgia de Mrożek foi descoberto quando ele escreveu o show Joy in Earnest, para o estudante de teatro Bim-Bom. Seu primeiro trabalho, Policja (A Polícia), de 1958, que apresentava uma força policial altamente eficiente, que suprimia toda deslealdade contra o governo, fabricando falsos dissidentes políticos, para assim, garantir a existência do sistema. 
Os mais importantes dramaturgos desta época, Mrożek e Tadeusz Rozewicz, introduziram novas idéias no teatro polaco, especialmente a partir do repertório do Teatro do absurdo. Com isso a liberdade do sistema de exploração soviética não duraria muito tempo e após muitas greves, carências alimentares, revoltas mais graves, Władysław Gomułka assumiu o poder e começou a desestalinização. Em outubro de 1957, a revista Postepowiec foi fechada e os conselhos de trabalhadores foram dissolvidos. 

## Grandes Obras

### O Elefante

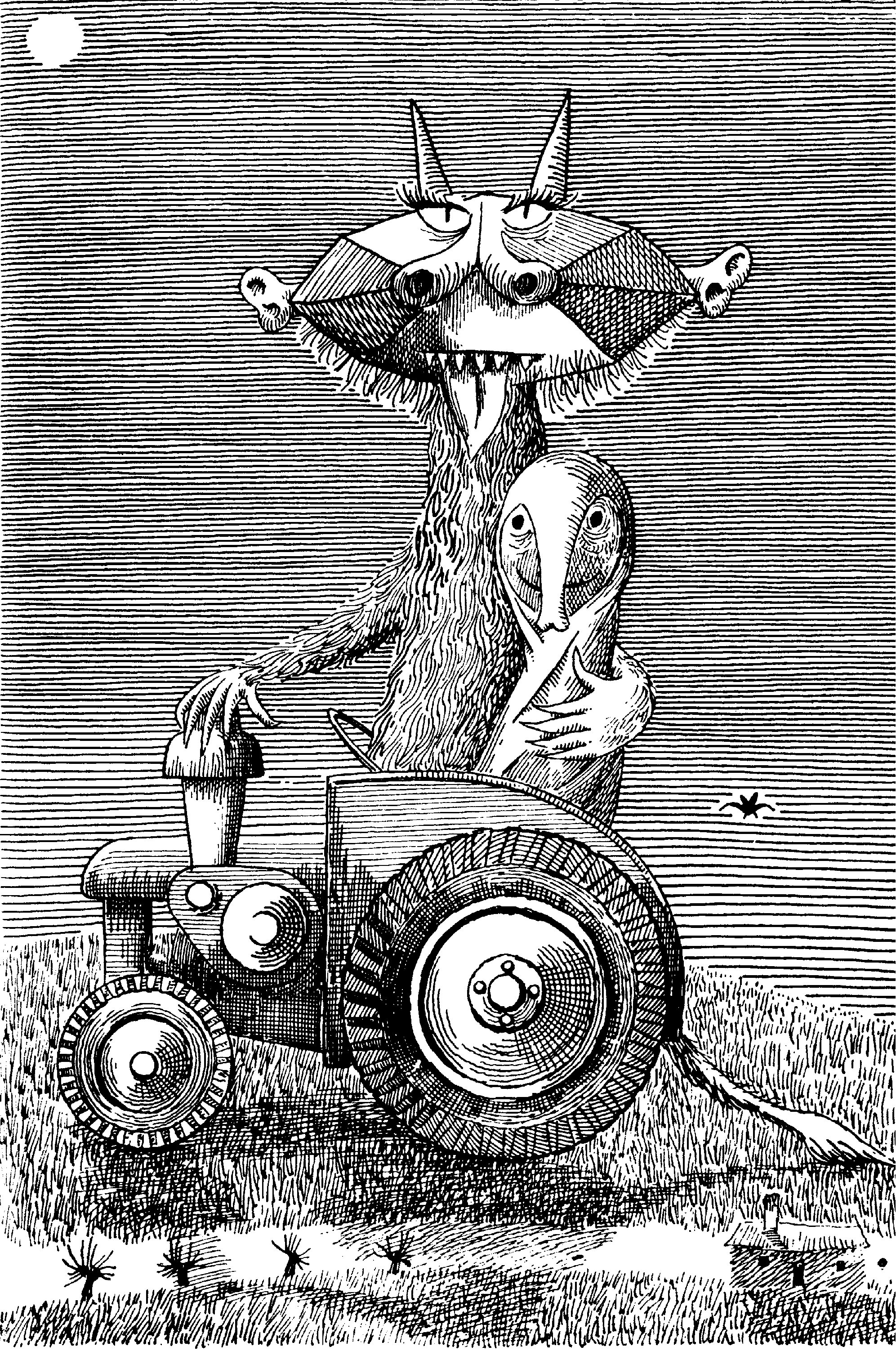
Ilustração de O Elefante (1957).

Mrożek estabeleceu sua reputação internacional, com suas primeiras coleções de contos: Słoń (O Elefante), de 1957 - em que os temas não estavam presos às condições específicas dos polacos - se tornou um best-seller e recebeu o prestigiado prêmio da crítica literária polaca, o Przeglad kulturanly.  Ele foi seguido por "Wesele w Atomicach" (Casamento em Atomville), de 1959, e "Deszcz" (Chuva), de 1962. Quase todos os volumes de seus contos e peças de teatro foram vendidos internacionalmente quase que imediatamente.
Especializou-se em satirizar com grandiloqüência a mentalidade heróica romântica polaca ou as esquisitices do sistema comunista. Seu alvo principal é o comportamento humano, como os aspectos perversos da vida quotidiana e as loucuras humanas. Em 'O Elefante', Mrozek parodia com contos didáticos. O diretor do Jardim Zoológico quer reduzir os custos do estabelecimento, ordena que exibir um elefante feito de borracha. Infelizmente, ele era preenchido com gás. Logo na manhã seguinte, crianças de uma escola vão visitar o zoológico. O professor diz que "o peso de um elefante crescido totalmente é entre nove e treze mil libras." Uma rajada de vento faz o elefante levantar vôo. Como resultado, as crianças começam a negligenciar os seus estudos. A história termina com uma nota triste: "E já não acreditam em elefantes". 

### O Teatro do Absurdo
Mrożek viajou pela França, Inglaterra, Itália, Iugoslávia, e outros países europeus. Como cartunista, Mrozek desfrutou de uma enorme popularidade, e suas peças foram realizadas em Londres, Nova York e Paris. No Ocidente, a fama de Mrożek se espalhou também através do livro de Martin Esslin, O Teatro do Absurdo, que apareceu pela primeira vez no início dos anos 1960. Esslin fez um estudo inovador de Mrożek o rotulando como um absurdo para as décadas seguintes. O próprio Mrożek mais tarde, resistiu a etiqueta, dizendo que suas peças não se encaixam exatamente nesta categoria. Esslin cunhou o conceito de "Teatro do Absurdo" para descrever um grupo de dramaturgos não-naturalistas, que dramatizaram a natureza estranha e sem sentido da vida, onde não há certezas ou finalidades. De acordo com Esslin, "o declínio da crença religiosa privou o homem das certezas. Quando não é mais possível aceitar completos sistemas fechados de valores e revelações do propósito divino, a vida deve ser encarada como em sua realidade última e absoluta." 

### A Polícia
A Polícia, uma das mais aclamados obras de Mrozek, foi transmitida na televisão nos Estados Unidos e também foi produzida no Teatro Fênix, Nova York, em 1961. Embora escrito sob um regime totalitário, as obras vão além do conceito do realismo socialista. Durante este período, a arte Mrożek foi passando por mudanças.
Já em seus dramas, evitou alusões explícitas políticas ou históricas, mas sua crítica orwelliana de um estado moderno totalitário não passou despercebida pelo seu público ou os censores. Referindo-se à história de seu país, Mrożek disse certa vez: "O monstro me manteve preso, mas me fascinou muito ao mesmo tempo."  Mrożek deixou a Polônia em 1963. Viveu com sua esposa em auto-exílio na Itália até 1968 e depois, mudou-se para Paris. Duas das peças Mrozek foram vistas em Londres, em 1964, durante a primeira temporada do Teatro Mundial.

### Tango
Tango, é talvez ainda a sua obra mais famosa. Ele foi o primeiro realizado no Dramsko Jugoslovensko Pozoriske em Belgrado, Jugoslávia, em 21 de abril de 1965. Na Polónia, foi produzido pelo diretor Erwin Axer, no Wspolozesny Teatr. A adaptação de Tom Stoppard foi a primeira realizada pela Royal Shakespeare Company em 1966. A primeira apresentação em Nova Iorque ocorreu no Teatro de Bolso, em 1969. A primeira vista, Tango é um conto sobre o conflito entre gerações, mas, basicamente, demonstra o processo, no qual o idealismo juvenil se transforma em luta pelo poder sem escrúpulos e abre caminho para o despotismo. Martin Esslin argumentou, que o público polaco original em Varsóvia teria visto o trabalho como um comentário amargo e sarcástico sobre o estalinismo. 

## O exilo
Após Mrożek denunciar ao Le Monde a invasão da Checoslováquia em 1968, imediatamente foi convocado a responder em seu país de origem. No entanto, Mrozek aceitou sua posição como um extrangeiro, e decidiu ficar em Paris. Autoridades da Polónia responderam proibindo suas peças e histórias por algum tempo e seus livros foram retirados das bibliotecas. No início dos anos 1970, Mrożek viajou pelos Estados Unidos e América do Sul. Em 1978, tornou-se um cidadão francês. Em 1974 suas próprias experiências do exílio foram dramatizadas em "Emigranci" (Os Emigrantes), onde dois refugiados da Europa Oriental perderam até mesmo seus próprios sonhos individuais. A proibição de seus escritos foram gradualmente retiradas e suas peças Szczesliwe wydarzenie (Um evento feliz, 1971) e Rzeznia (Matadouro, 1973) foram publicados na Polônia. 
Quando Wojciek Jaruzelski proclamou lei marcial em 1981 e prendeu os líderes do Solidariedade, Mrożek protestou no Le Monde, mas as apresentações de suas peças na televisão e a publicação de seus escritos em jornais polacos foram proibidas. No entanto, suas obras ainda foram executadas nos cinemas polacos, embora as autoridades proibiram Ambasador (1982), que teve sua estreia mundial em Varsóvia pouco antes da declaração da lei marcial. Em 1983, com vários outros escritores, como Czeslaw Milosz e Leszek Kolakowski, Mrozek protestou contra a dissolução da Associação de Escritores da Polónia (ZLP).
Mrożek casou-se novamente em 1987. Recebeu o Prêmio Franz Kafka, mas se recusou a aceitar o prêmio polaco Fundacja Literacka. Em 1989 os Mrożeks mudaram-se para o México, instalando-se em uma fazenda chamada La Epifania, onde Mrozek compôs a primeira parte de seu diário, Dziennik powrotu, terminando anos mais tarde, na Polônia.
Em francês, Mrozek escreveu Miłość na Krymie (Amor na Criméia, 1993) que concentrava-se na queda do Império russo, para um concurso de melhor peça de dramaturgo francês. Recebeu o Prémio de Teatro "Crédit Industriel et Commercial Paris" por encenar a peça no Théâtre de la Colline, em Paris. Piekni widok (Uma bela vista, 1998) é sobre dois turistas europeus, cujas férias são arruinadas pela Guerra dos Balcãs.

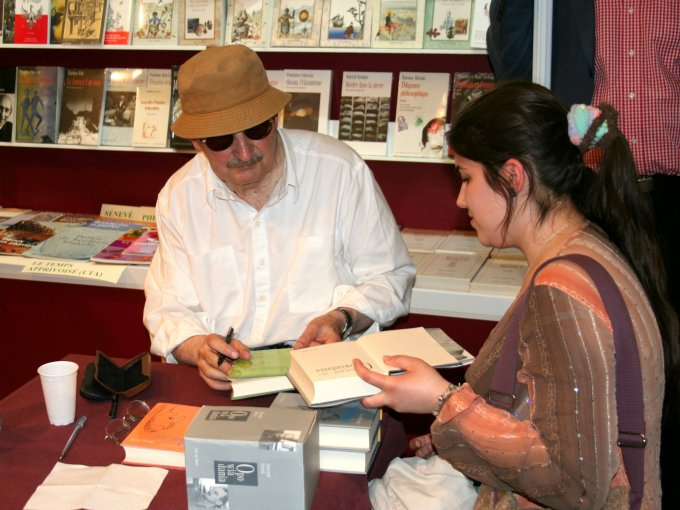
Mrożek autógrando um livro, em 2006.

A partir da década de 1990, seus desenhos e colunas têm aparecido com maior frequência no maior jornal diário, a Gazeta Wyborcza. Em 2003, Mrożek recebeu o maior distivo nacional francês, a Chevalier de la Légion d'honneur. Em 20 de Junho de 1990, a câmara de debates da cidade de Cracóvia organizou um festival, em que o Palácio de Cracóvia deu o título de Cidadão Honorário Real da Cidade Capital de Cracóvia. A torre da antiga prefeitura, no meio da praça principal estava envolta da marca de Mrozek, um elegante laço enorme. Em 1994, a editora Noir sur Blanc começou a publicar suas obras em polaco. Mrozek se mudou de volta a Cracóvia em 1997, com Orario Rosas. Seu aniversário de 70 anos, foi amplamente celebrado em Cracóvia e Borzecin, sua cidade natal. 

## Saúde
A última década do século passado e início do século XXI foi um momento difícil na vida e na obra do escritor. Em 1990, passou por uma grave cirurgia de aneurisma da aorta. Em 2002, sofreu um derrame que causou afasia. A terapia, utilizada para restaurar a perda de memória devido à doença, foi uma sua própria autobiografia, Balthazar (2006). 
Mais tarde, em 2007, o escritor publicou suas notas pessoais, uma coleção de ensaios previamente impressos, tendo uma introdução, em que ele diz "adeus", apenas para o público. Em junho de 2008, ele emigrou novamente da Polônia e se mudou com sua esposa para Nice. 

## Obras
| Drama | Drama                   | Drama                  | Drama |
| Ano   | Título Original         | Título em Português    |       |
| ----- | ----------------------- | ---------------------- | ----- |
| 1958  | Policja                 | A Polícia              |       |
| 1959  | Męczeństwo Piotra Oheya | Martírio de Pedro Ohey |       |
| 1960  | Indyk                   | Túrquia                |       |
| 1961  | Na pełnym morzu         | Em alto mar            |       |
| 1961  | Karol                   | Karol                  |       |
| 1961  | Strip-tease             | Strip-tease            |       |
| 1962  | Zabawa                  | Diversão               |       |
| 1962  | Kynolog w rozterce      |                        |       |
| 1963  | Czarowna noc            | Noite de Charme        |       |
| 1963  | Śmierć porucznika       | Tenente da morte       |       |
| 1964  | Tango                   | Tango                  |       |
| 1965  | Der Hirsch              |                        |       |
| 1965  | Racket Baby             |                        |       |
| 1967  | Poczwórka               |                        |       |
| 1967  | Dom na granicy          | Casa na fronteira      |       |
| 1967  | Testarium               |                        |       |
| 1968  | Profesor                | Professor              |       |
| 1968  | Drugie danie            | Segundo prato          |       |
| 1971  | Szczęśliwe wydarzenie   | Evento Feliz           |       |
| 1973  | Rzeźnia                 | Matadouro              |       |
| 1974  | Emigranci               | Os Emigrantes          |       |
| 1975  | Garbus                  |                        |       |
| 1977  | Serenada                | Serenata               |       |
| 1977  | Lis filozof             |                        |       |
| 1977  | Polowanie na lisa       | Caça para a raposa     |       |
| 1977  | Krawiec                 |                        |       |
| 1978  | Lis aspirant            |                        |       |
| 1980  | Pieszo                  | Andar                  |       |
| 1982  | Vatzlav                 |                        |       |
| 1982  | Ambasador               | O Embaixador           |       |
| 1983  | Letni dzień             | Dia de verão           |       |
| 1984  | Alfa                    | Alfa                   |       |
| 1986  | Kontrakt                | O contrato             |       |
| 1987  | Portret                 | O retrato              |       |
| 1992  | Wdowy                   | As viúvas              |       |
| 1993  | Miłość na Krymie        | Amor na Criméia        |       |
| 2000  | Wielebni                | O venerável            |       |
| 2000  | Piękny widok            | Bela vista             |       |

| Coleções de contos  | Coleções de contos                 | Coleções de contos                | Coleções de contos |
| Ano                 | Título Original                    | Título em Português               |                    |
| ------------------- | ---------------------------------- | --------------------------------- | ------------------ |
| 1953                | Opowiadania z Trzmielowej Góry     | Histórias da montanha Trzmielowej |                    |
| 1953                | Półpancerze praktyczne             |                                   |                    |
| 1957                | Słoń                               | O Elefante                        |                    |
| 1959                | Wesele w Atomicach                 | Casamento em Atomville            |                    |
| 1962                | Deszcz                             | Chuva                             |                    |
| 1970                | Dwa listy i inne opowiadania       | Duas cartas e Outras Histórias    |                    |
| 1981                | Opowiadania                        | Histórias                         |                    |
| 1983                | Donosy                             | As denúncias                      |                    |
|                     | Śpiąca Królewna                    | A Bela Adormecida                 |                    |
|                     | Woda                               | Água                              |                    |
|                     | Ostatni husarz                     | O último Hussar                   |                    |
|                     | Zeszyt                             | Fascículo                         |                    |
| Romances            |                                    |                                   |                    |
| Ano                 | Título Original                    | Título em Português               |                    |
| 1956                | Maleńkie lato                      | Pequeno verão                     |                    |
| 1961                | Ucieczka na południe               | Fugir para o sul                  |                    |
| Coleções de Colunas |                                    |                                   |                    |
| Ano                 | Título Original                    | Título em Português               |                    |
| 1981                | Małe listy                         | Letras minúsculas                 |                    |
| 2000                | Dziennik powrotu                   | Retorno oficial                   |                    |
| 2000                | Małe listy                         | Letras minúsculas                 |                    |
| Cenários de Filmes  |                                    |                                   |                    |
| Ano                 | Título Original                    | Título em Português               |                    |
| 1975                | Wyspa róż                          | Ilha das Rosas                    |                    |
| 1978                | Amor                               | Amor                              |                    |
| 1994                | Powrót                             | Voltar                            |                    |
| Outros trabalhos    |                                    |                                   |                    |
| Ano                 | Título Original                    | Título em Português               |                    |
| 1982                | Rysunki                            | Desenhos                          |                    |
| 2006                | Balthazar                          | Baltazar (autobiografia)          |                    |
| 1950-2000           | Człowiek według Mrożka             | Desenhos                          |                    |
| 2009                | Tango z samym sobą. Utwory dobrane | Tango com ele mesmo               |                    |
| 2010                | Dziennik. Tom 1. 1962-1969         | Oficial. Volume 1 - Coletânea     |                    |
| 2011                | Listy, Wydawnictwo Literackie      | Letras                            |                    |